# 恋心 (MACOの曲)
「恋心」（こいごころ）は、MACOの2枚目のシングル。2016年2月3日にユニバーサルミュージックから発売された。DVD付初回限定盤と通常盤の2形態で発売。

## 収録曲
全作詞：MACO

### CD
1. 恋心
  - 作曲・編曲：MUSOH　ストリングスアレンジ：Yasuko Murata
2. 夜明けがくるまで
  - 作曲・編曲：Takashi Yamaguchi
3. 出逢い
  - 作曲：MACO・RICKEY　編曲：RICKEY

### DVD
1. Live at 日本橋三井ホール（2015.12.12）
  - 君の背中に
  - LOVE
  - 24歳の私からママへ
  - マフラー
2. 恋心 Jacket Making